# Римський скульптурний портрет ІІІ століття
Римський скульптурний портрет III століття — бурхливий, уславлений період розвитку давньоримського скульптурного портрету, що припав на III століття.

## Історія колекціонування і вивчення

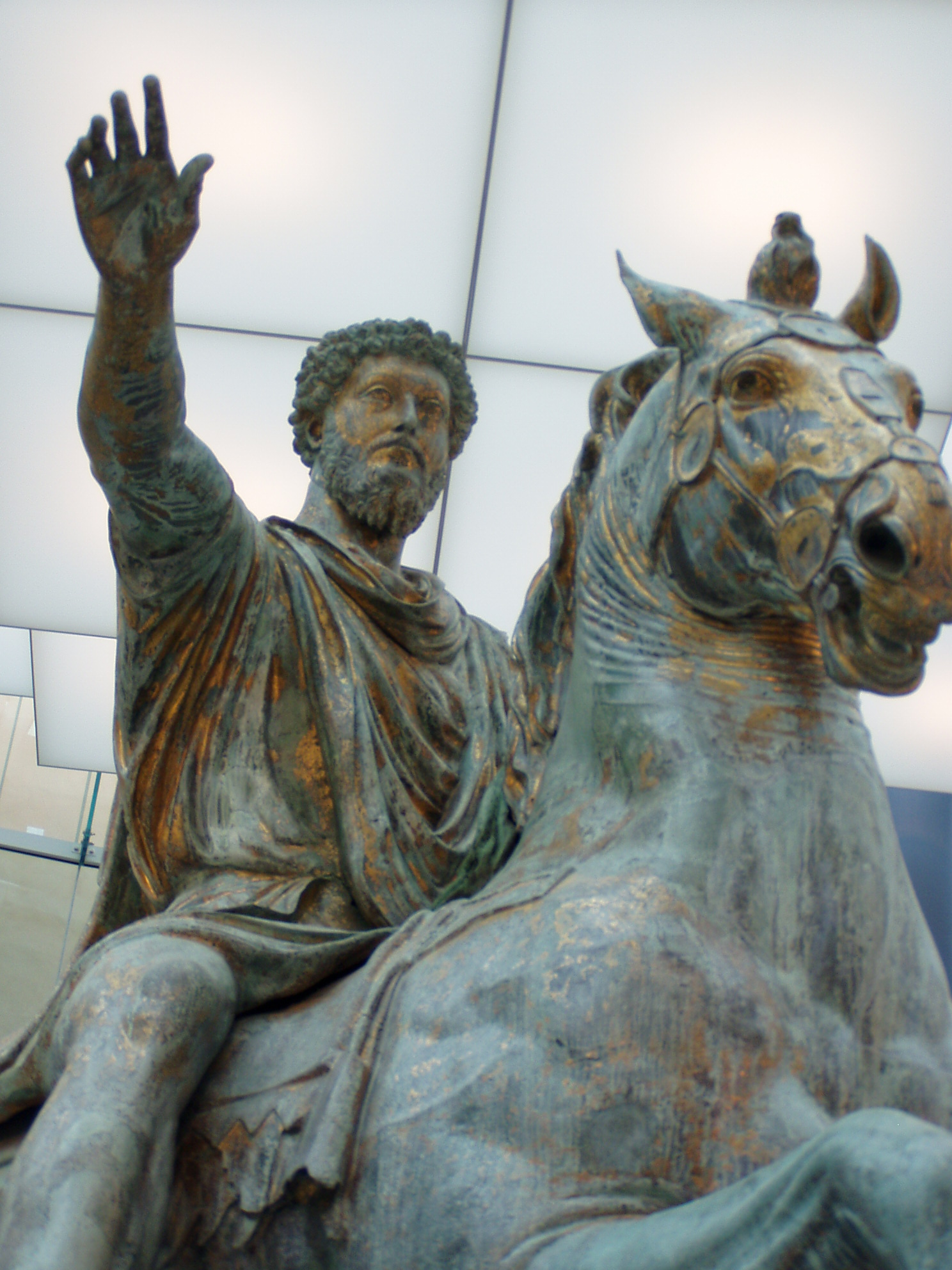
Кінний монумент Марка Аврелія, перенесений до музею заради збереження оригінала

Логічно, що закордонна література щодо давньоримського мистецтва і скульптурного портрета III століття досить повна. Окрім цільових видань існує чимало статей у наукових і періодичних виданнях. Це обумовлено як археологічними знахідками у самій Італії, де хижацькі розкопки не припинялись століттями у надії щось знайти, а потім вигідно продати панам з повними гаманцями і дозвіллям. У Італії завелика кількість археологічних знахідок була такою, що мимоволі спонукала до систематизації знахідок і праці з іконографією (була необхідність ідентифікувати хто є хто). Відсутність знання хто є хто іноді сприяла навіть збереженню античних скульптур, бронзу котрих за часів середньовіччя переливали на актуальні речі у господарстві. Так, кінний монумент імператора Марка Аврелія тривалий час середньовічні християни сприймали як зображення імператора Константина Великого, того самого, що для зміцнення власної влади видав наказ про визнання християнства державною релігією.
Серед перших видань, що заслуговували уваги, була книга І. Бернуллі «Римська іконографія» (J.J. Bernoully, Romische Ukonographie, Stuttgart, 1882—1894). Велика інформативна значимість твору була підтверджена роками звертання до нього, вона застаріла у декотрих частинах лише через набуті нові знання і торкалася окремих атрибуцій.
Важливим був твір К. Клюге та К. Лемана-Хартлебена, що був зосереджений на опису і введенні у науку значного матеріалу про бронзову скульптуру, котра взагалі посідала чільне місце у давньоримському мистецтві портретної скульптури.
Серед видань 1970 року заслуговував уваги твір італійського антикознавця Р. Бьянкі Бернуллі. Мистецтво пізнього періоду Римської імперії розглянуто у окремому томі. Автор залучив до аналізу широке коло знайдених артефактів, серед котрих рельєфи на уламках архітектурних споруд, погруддя з різних матеріалів, тогочасна кераміка, рештки стінописів, мозаїки, монети, медалі і навіть вишукані вироби зі скла, що розглядалось тоді як розкішна ювелірна сировина.
Опису артефактів доби пізньої Римської імперії і ранньої Візантії був присвячений твір Д. Інана та Е. Розенбаум (Inan J. Rosenbaum E. Roman and early byzantine portrait sculture in Asia Minor, London, 1966), коли у науковий обіг були введені портрети, знайдені при розкопках у Туреччині та Малій Азії і передані у турецькі музеї. Продукція провінційних майстерень менш виразна і гірше збережена через неповагу до артефактів античної цивілізації і доби ранньої Візантії, котрі століттями вважались чужинськими в мусульманській країні. Тим не менше скульптурний портрет означеного періоду має низка турецьких музеїв (як імператорів, так і приватних осіб, імен котрих не збережено), серед котрих Смірна (сучасний Ізмір), Мілет, Пергам, Ефес, Стамбул та інші.
Існування імперій у Західній Європі сприяло моді на зображення римських імператорів, котрих розглядали як власних попередників. Погруддя римських імператорів або ті, що вважались тоді імператорами, потрапили у королівські і імператорські збірки у Мадриді, Парижі, Відні, Берліні, Копенгагені, Санкт-Петербурзі, не кажучи вже про папський Рим чи Флоренцію. у.
Так, у Ермітажі кількість портретних скульптур Стародавнього Риму сягає двох сотень, але ця збірка ніколи не мала систематичного характеру (систематичного характеру не мають і інші закордонні збірки). Найменша кількість серед ермітажних — з археологічних знахідок у Північному Причорномор'ї.
Для порівнянь, кількість портретних скульптур Стародавнього Риму в Україні надзвичайно мала, позаяк ця галузь ніколи не була пріоритетною ні для музеїв, ні для приватних колекціонерів (два мармурових погруддя у музеї Богдана і Варвари Ханенків, два надгробки з Пальміри у Одеському археологічному музеї, пошкоджені надгробки провінційних майстерень у археологічному музеї у Херсонесі).

## Характеристика доби

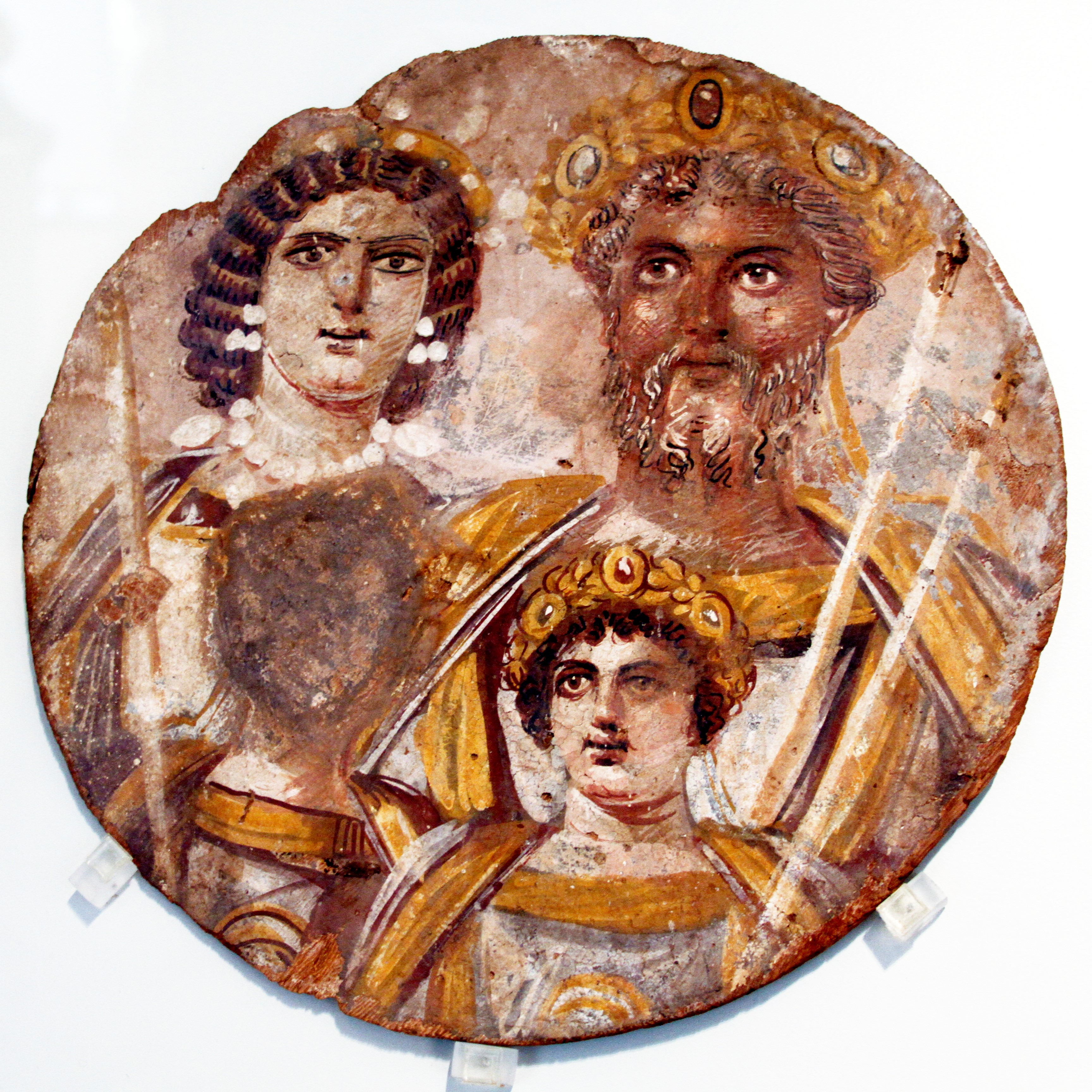
Тондо з зображенням Септимія Севера, його дружини Юлії Домни та дітей — Ґети і Каракалли. Після вбивства Ґети Каракаллою зображення Ґети були знищені (див. Damnatio memoriae). Темпера на деревині, Державний музей, Берлін

Це була доба так званих «солдатських імператорів». Більшість з них походили не з місцевої, столичної аристократії, а з римських, варварських околиць імперії. Про походження імператорів чи їх службу говорили і їх прізвиська — Максимін Фракієць, Філіпп Араб тощо.
Спогади сучасників свідчать, що римляни III століття прихильно ставились до скульптури і охоче замовляли і їх копії, і створення нових портретів. Створенню нових портретів сприяли і трагічні події століття, надзвичайно часта зміна імператорів. Прихід на трон нового володаря Риму спонукав до створення його офіційних портретів з мармура чи бронзи, які розміщали в офіційних закладах і приватних будинках столиці і провінцій. Існувало постійне протистояння як між аристократами Сената і солдатськими імператорами, так і протистояння між владними структурами і пригнобленим римським суспільством. Реальність була густо настояна на соціальних конфліктах і бунтівних настроях, прихованих до пори. Зміна імператора, усунення чергового з них від влади через політичне убивство, супроводжувалось скиданням його скульптур з постаментів, а численні погруддя або ховали прихильники, або розбивали супротивники. Відомо, що по убивству імператора Максиміна були негайно скинуті з постаментів його портретні скульптури і погруддя.

## Портрети давньоримських імператорів на монетах

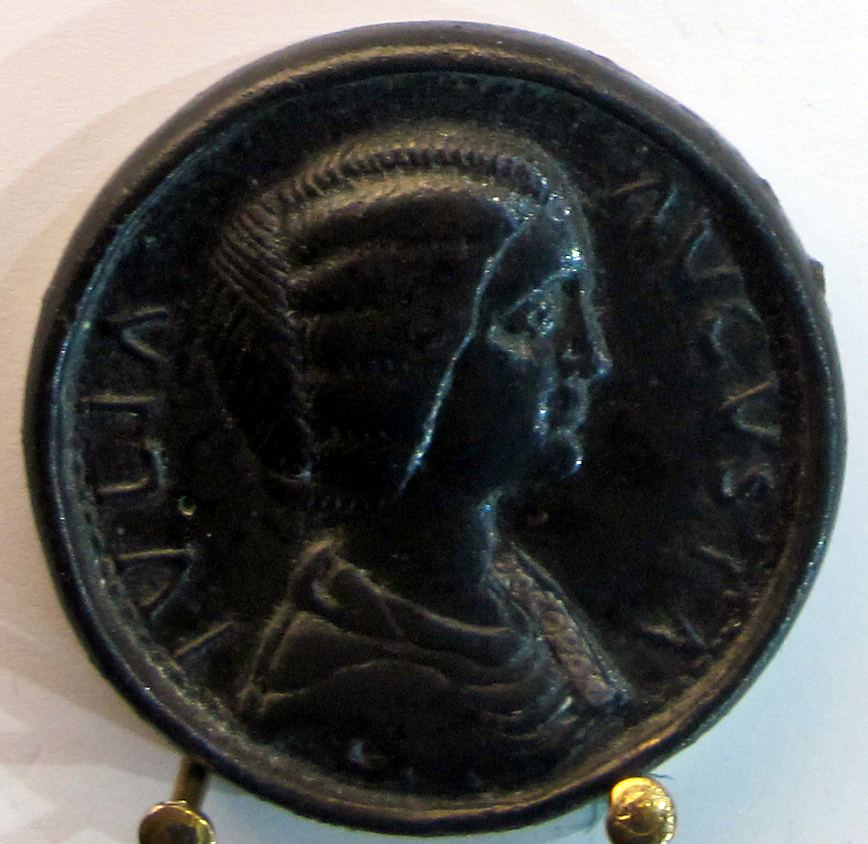
Імператриця Юлія Домна, Національний археологічний музей Флоренції
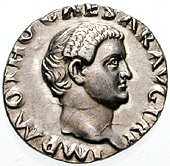
Імператор Отон
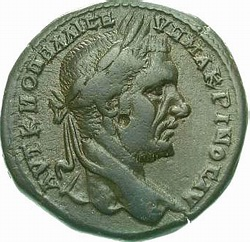
Імператор Макрін, монета.
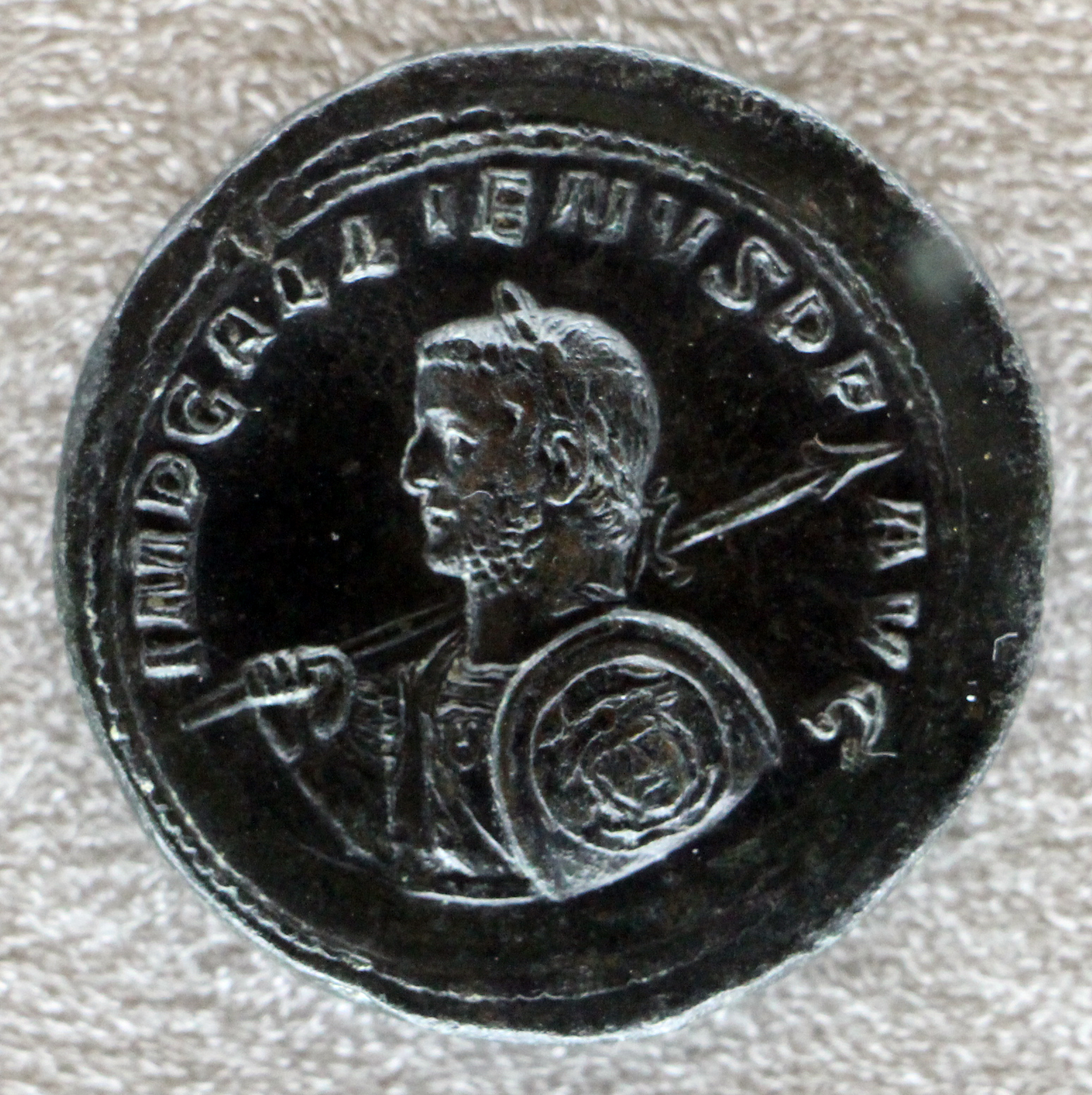
Імператор Галлієн і імператриця Салоніна (на звороті), аверс, медальйон, Національний археологічний музей Флоренції
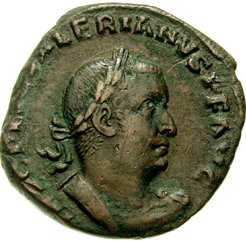
Імператор Валеріан І.

## Портрети декотрих імператриць

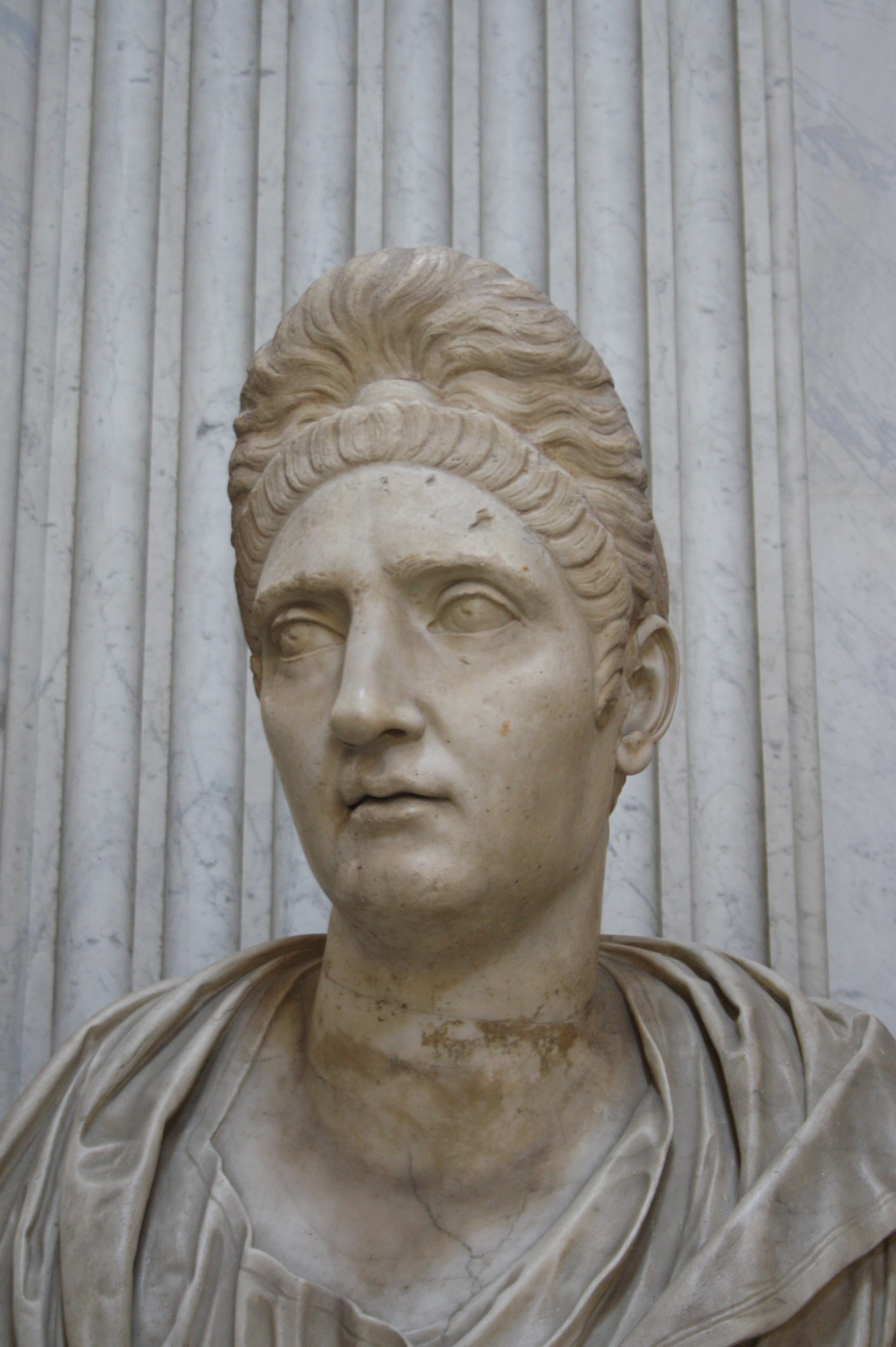
Помпея Плотіна, музей Піо Клементіно
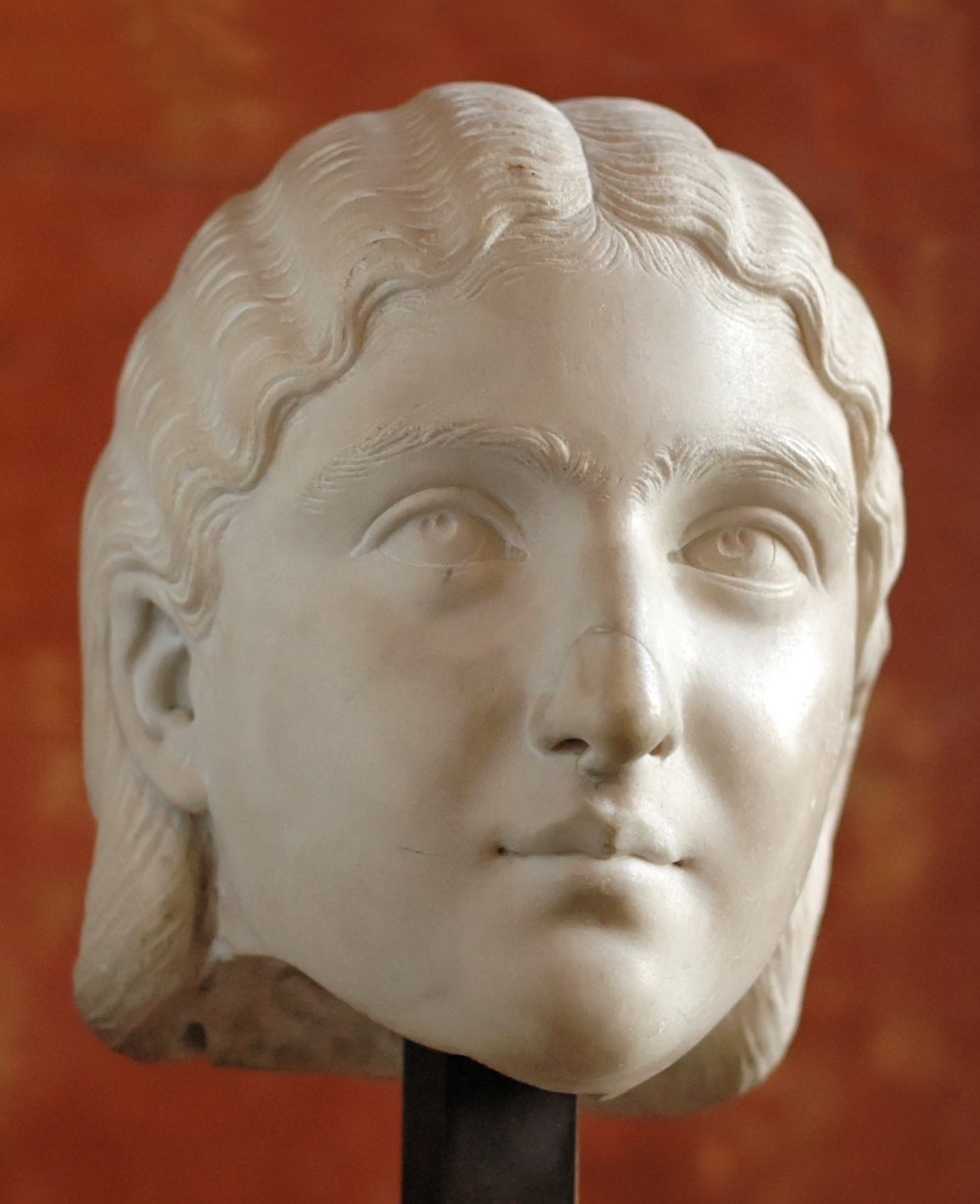
Саллюстія Орбіана, Лувр, Париж
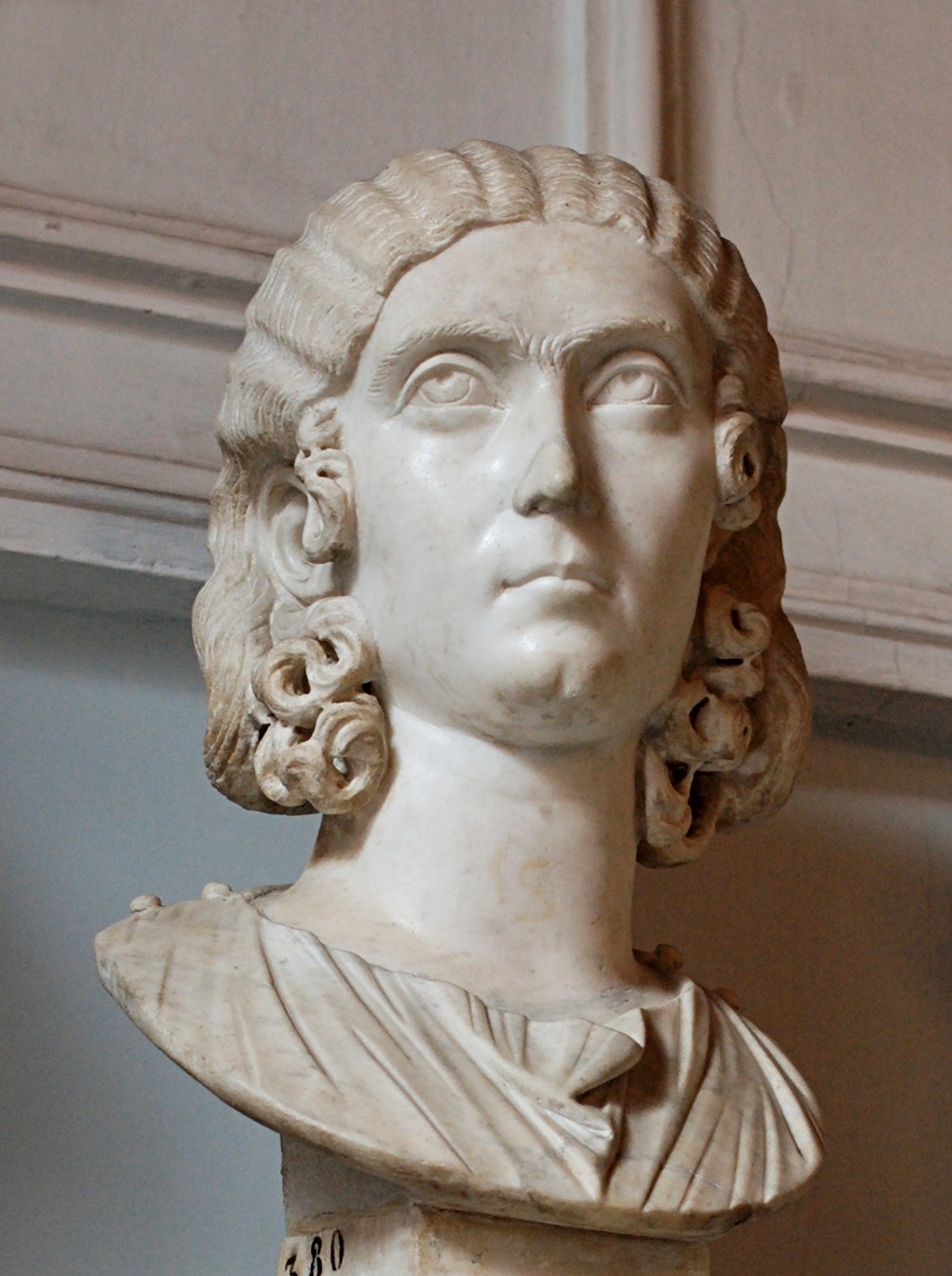
Юлія Корнелія Паула, перша дружина імператора Елагабала
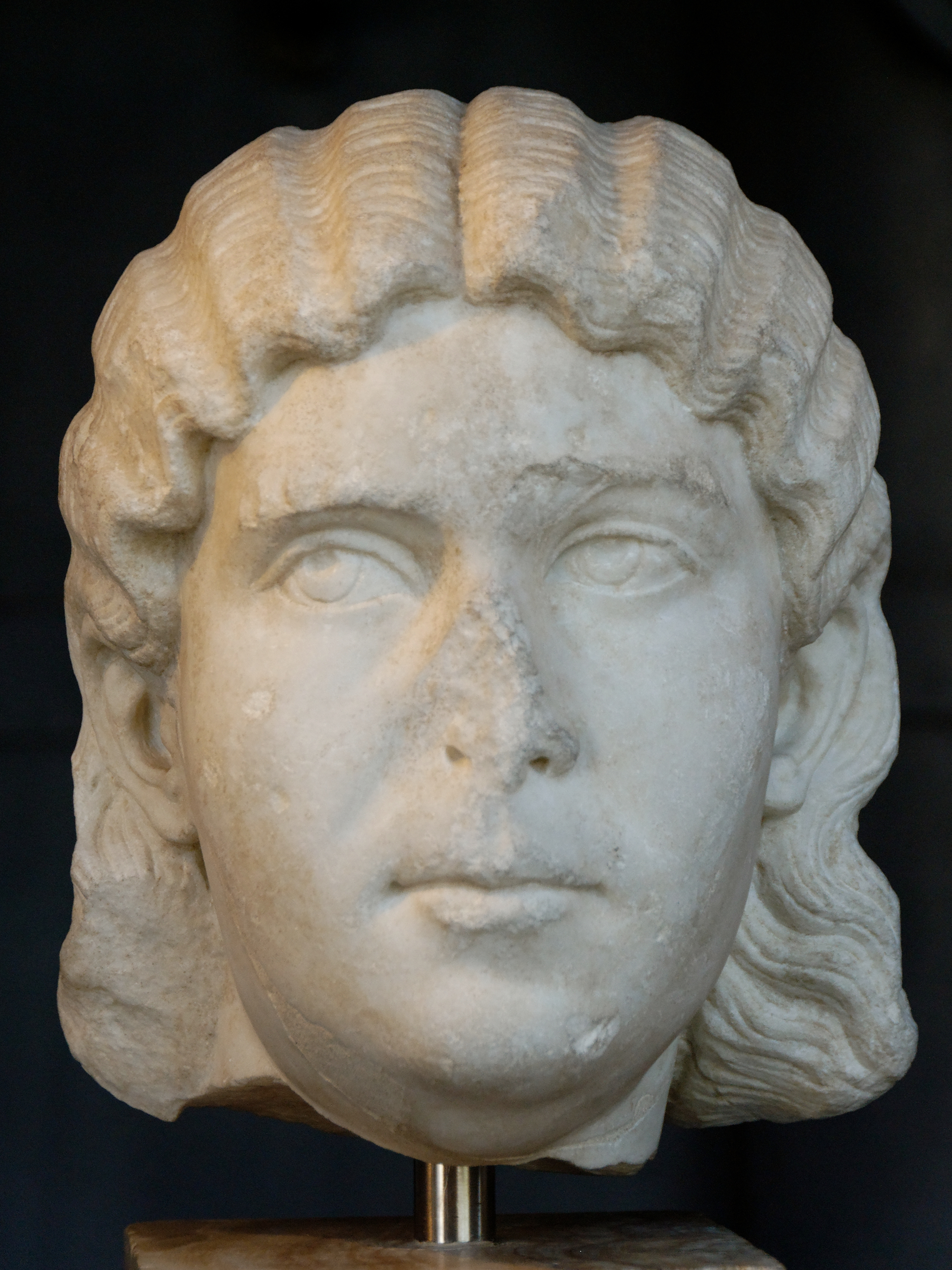
Отацилія Севера, Капітолійські музеї
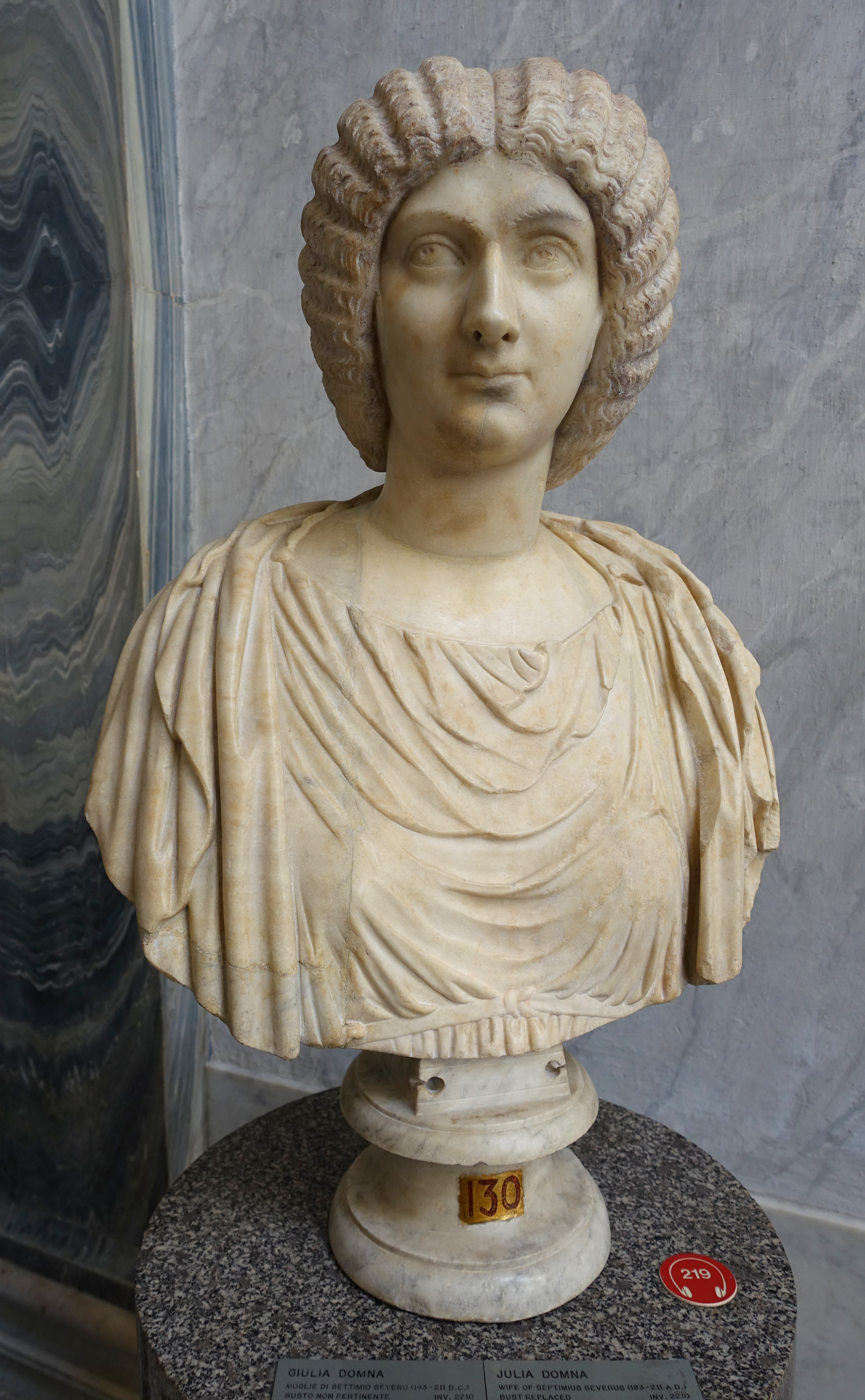
Юлія Домна, дружина імператора Септімія Севера, мати Ґети та Каракалли. Погруддя, мармур, музей Кьярамонті

## Портрети хлопців з імператорських чи заможних родин

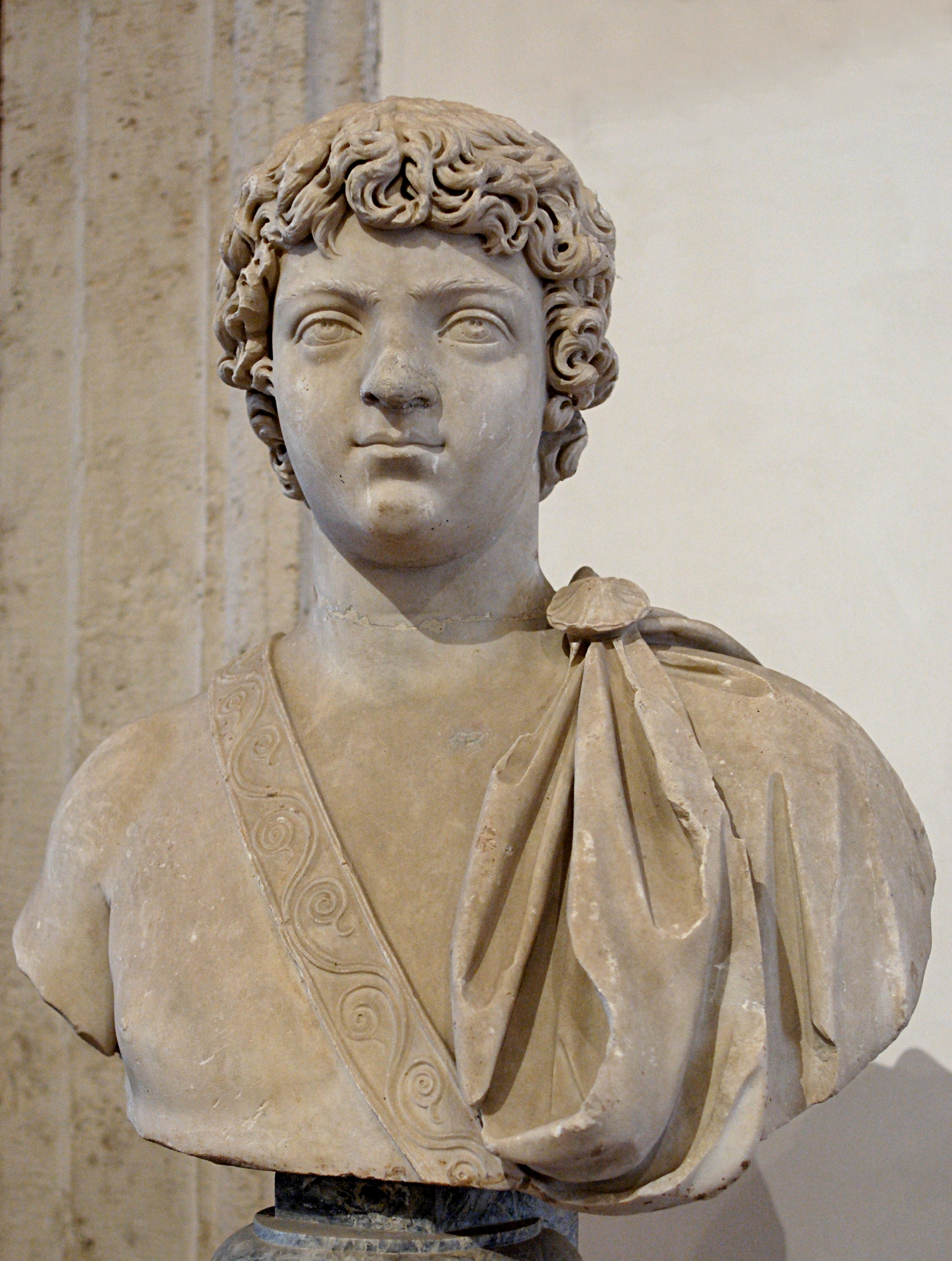
Погруддя сина імператора Септимія Севера, Каракалли дитиною. Музей терм Діоклетіана, Рим

Після періоду другого межіцарів'я до влади прийшов підозрілий Септімій Север, що стане хитрим і гнучким політиком. Він вдало приховував тиранічну владу і власну жорстокість за влаштуванням ніби веселих свят, будівництвом суспільно значимих споруд, підтримкою культурних проектів і показовим меценатством. Він жорстко придушував власних супротивників, не зупиняючись перед політичними убивствами. Головні виконавці імператорський злочинів — вояки його гвардії, преторіанці. Аби приручити верхівку преторіанців, імператор відступив від колишніх настанов стриманості і суворості побуту преторіанців, завжди готових до війни і військових операцій. За часів імператора Септімія Севера преторіанці почали отримувати велику зарплатню, купувати і носити золоті прикраси, одружуватися, що до цього було неприпустимим. Історик Геродіан записав: 
| Септімій Север першим відмовився від суворого побуту вояків, їх покори і поваги до офіцерів, готовності до важкої праці та дисципліни, навчив їх жадобі до грошей, відкрив шлях до розкошів (в обмін на власну прихильність) [3]. |
Офіціоз і офіційність завжди визнавались у римському скульптурному мистецтві. Не було винятком і портретний жанр у ІІІ столітті. Відмінності в подачі офіційної особи і особи багатої, але офіційно незначимої, були і раніше. Відтепер ці ознаки зросли. До офіційних портретів підтягли і зображення дітей з імператорських родин. Спадкоємцями у імператорських родинах були хлопці, тому у III столітті почали виготовляти портрети синів імператорів з дитячого віку і у помітно більшій кількості. Саме через це до 20 ст. збереглися і знайдені у розкопках численні погруддя хлопчиків з імператорських та, менше, з заможних римських родин.
Серед добре збережених — мармурове погруддя сина імператора Септімія Севера, майбутнього Каракалли дитиною, знайдене колись у будинку Весталок на Форумі у Римі і передане у музей Терм Діоклетіана.

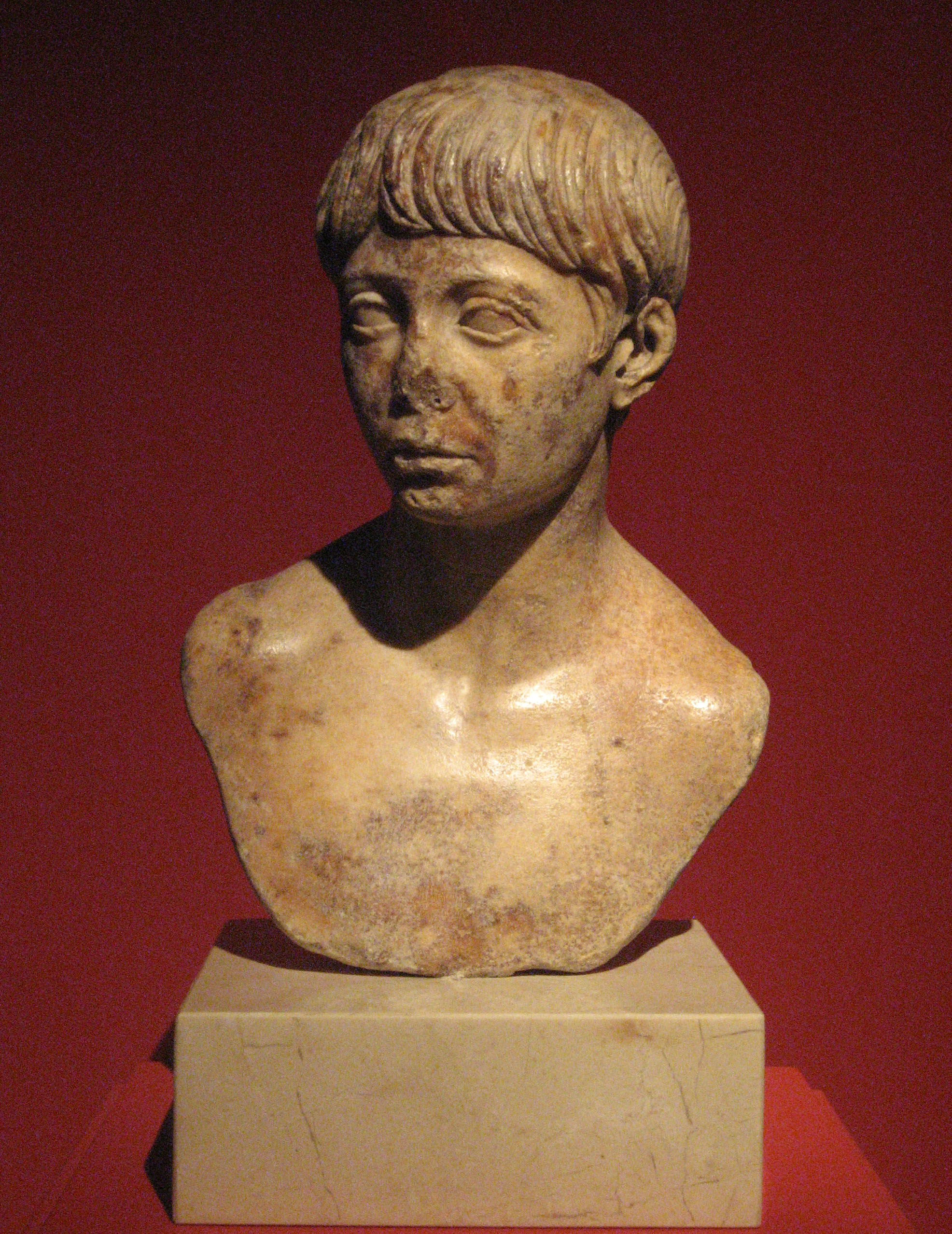
Портрет юнака. Національний археологічний музей Іспанії, Мадрид
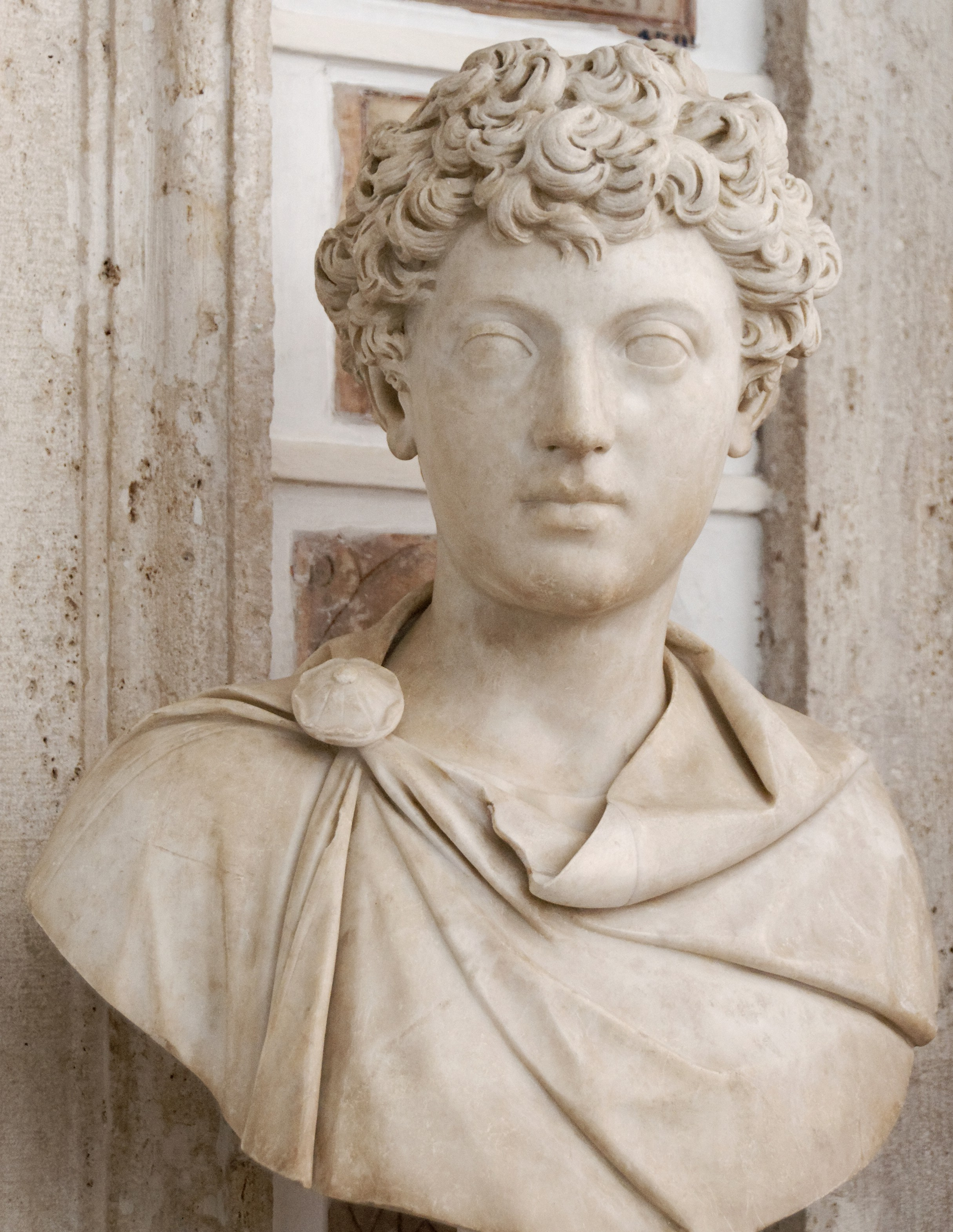
Марк Аврелій дитиною. Капітолійські музеї, Рим

## Обрані твори (галерея)

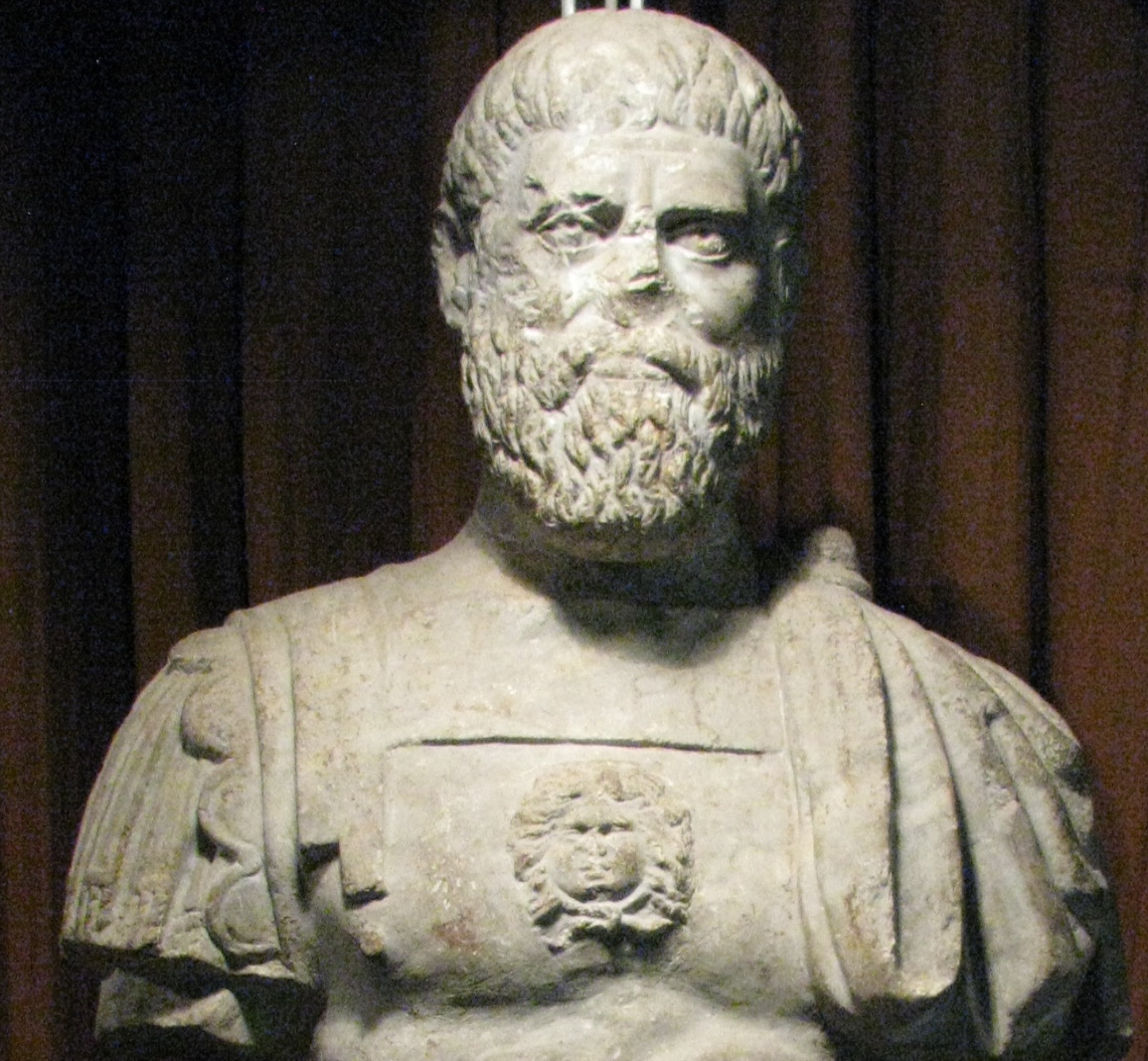
Імператор Пертінакс
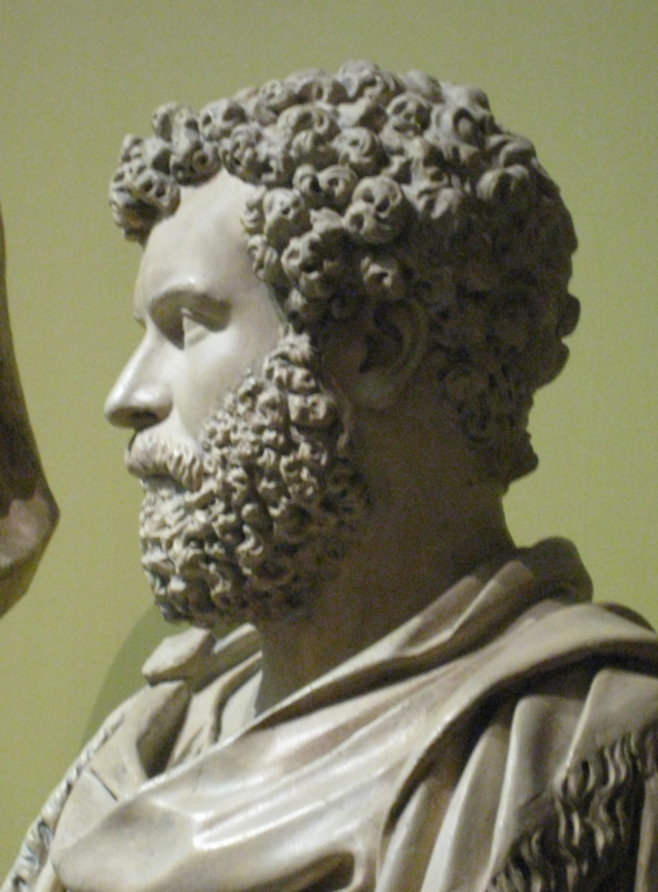
Імператор Клодій Альбін, Лувр, париж
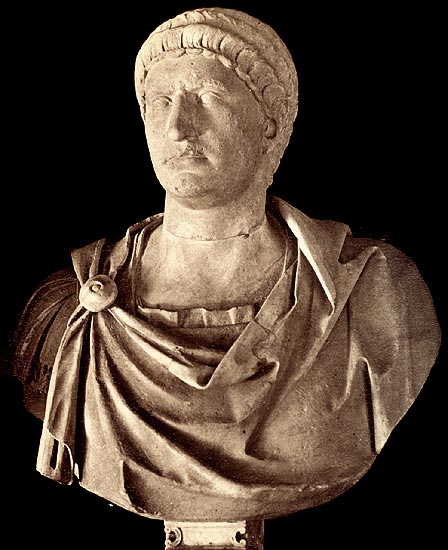
Імператор Марк Сальвій Оттон
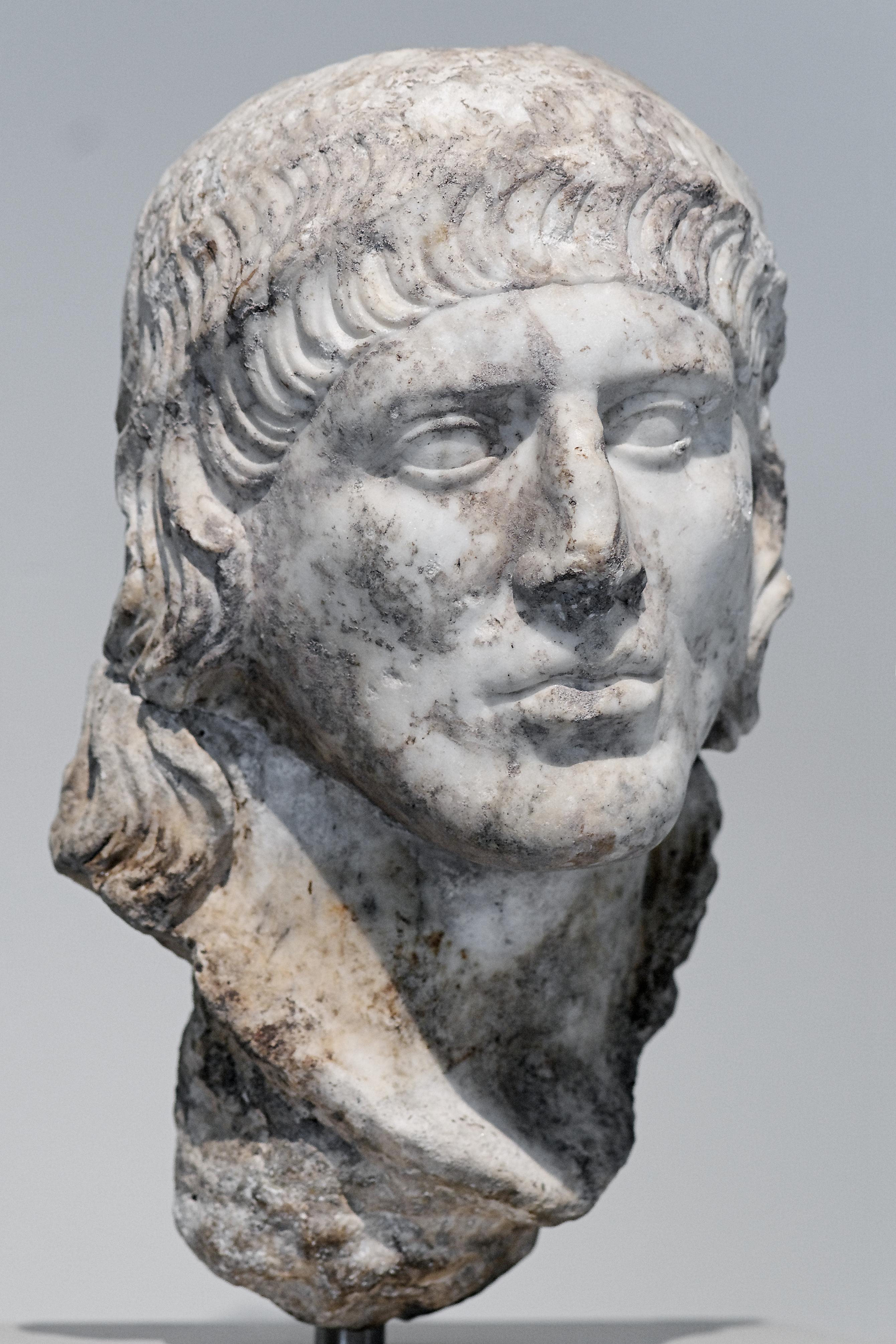
Портрет невідомого, Музей мистецтва Метрополітен
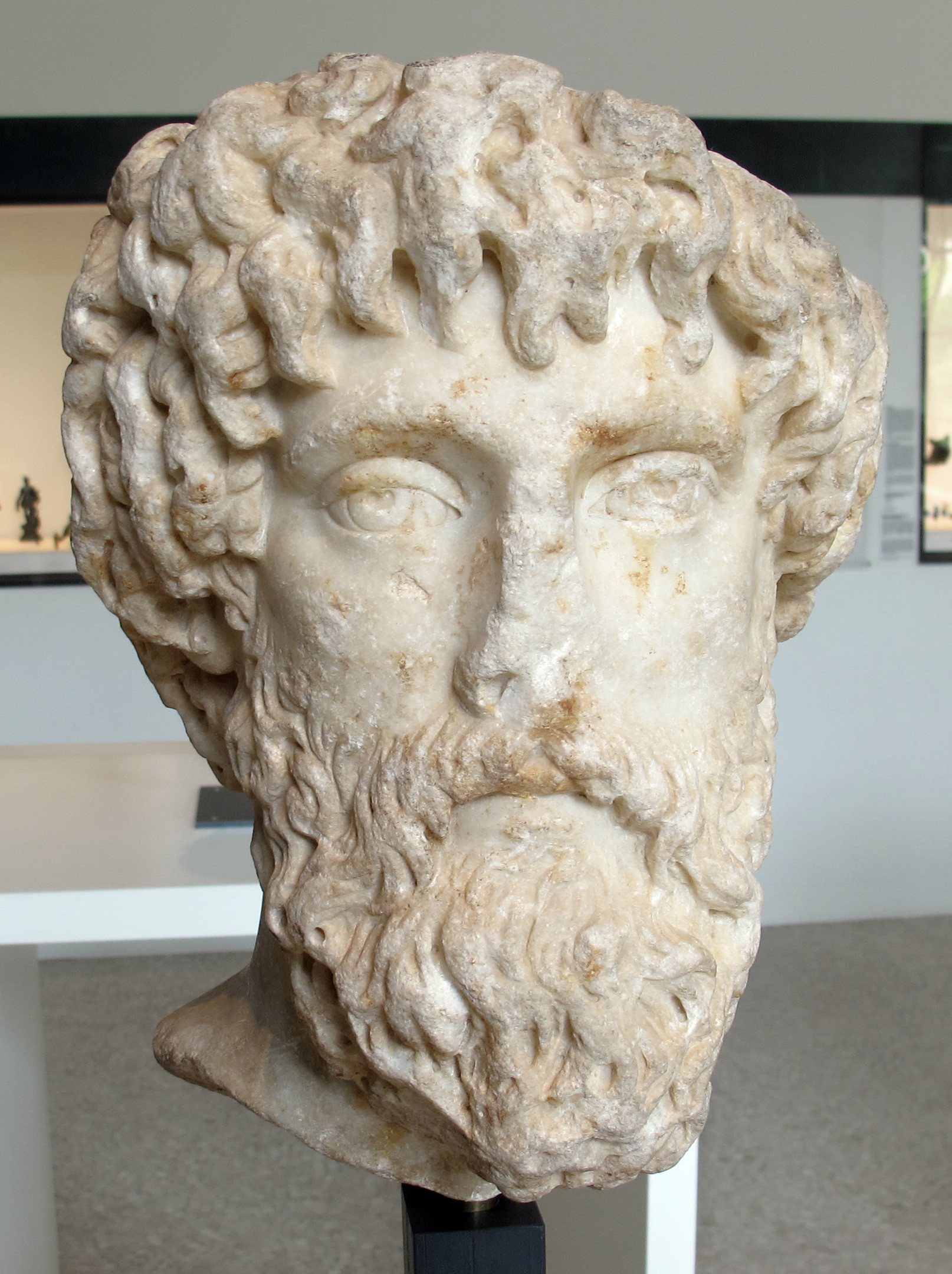
Септімій Север, до 211 р. н.е., Женевський музей мистецтва і історії, Швейцарія
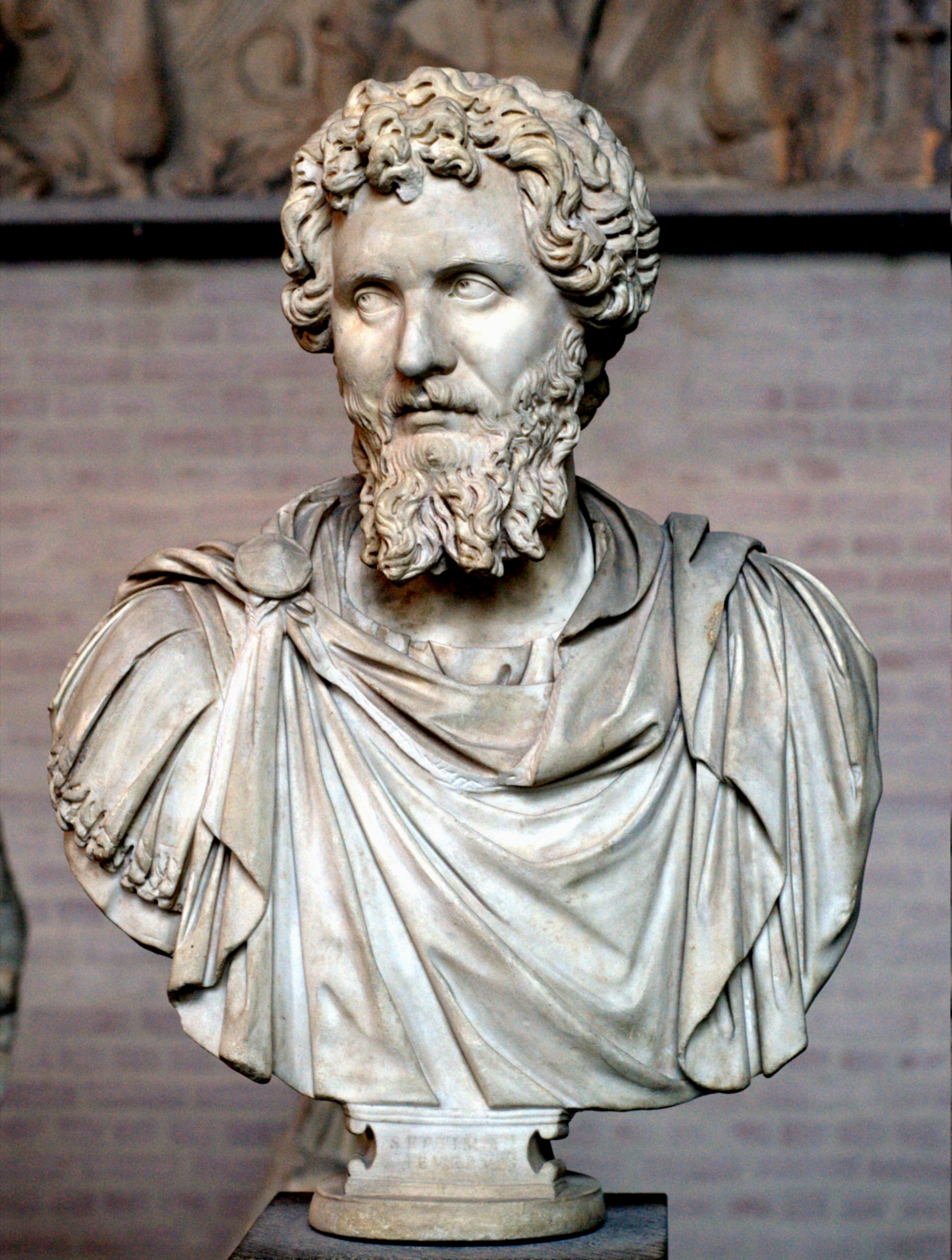
Імператор Септімій Север, мармур, Гліптотека, Мюнхен
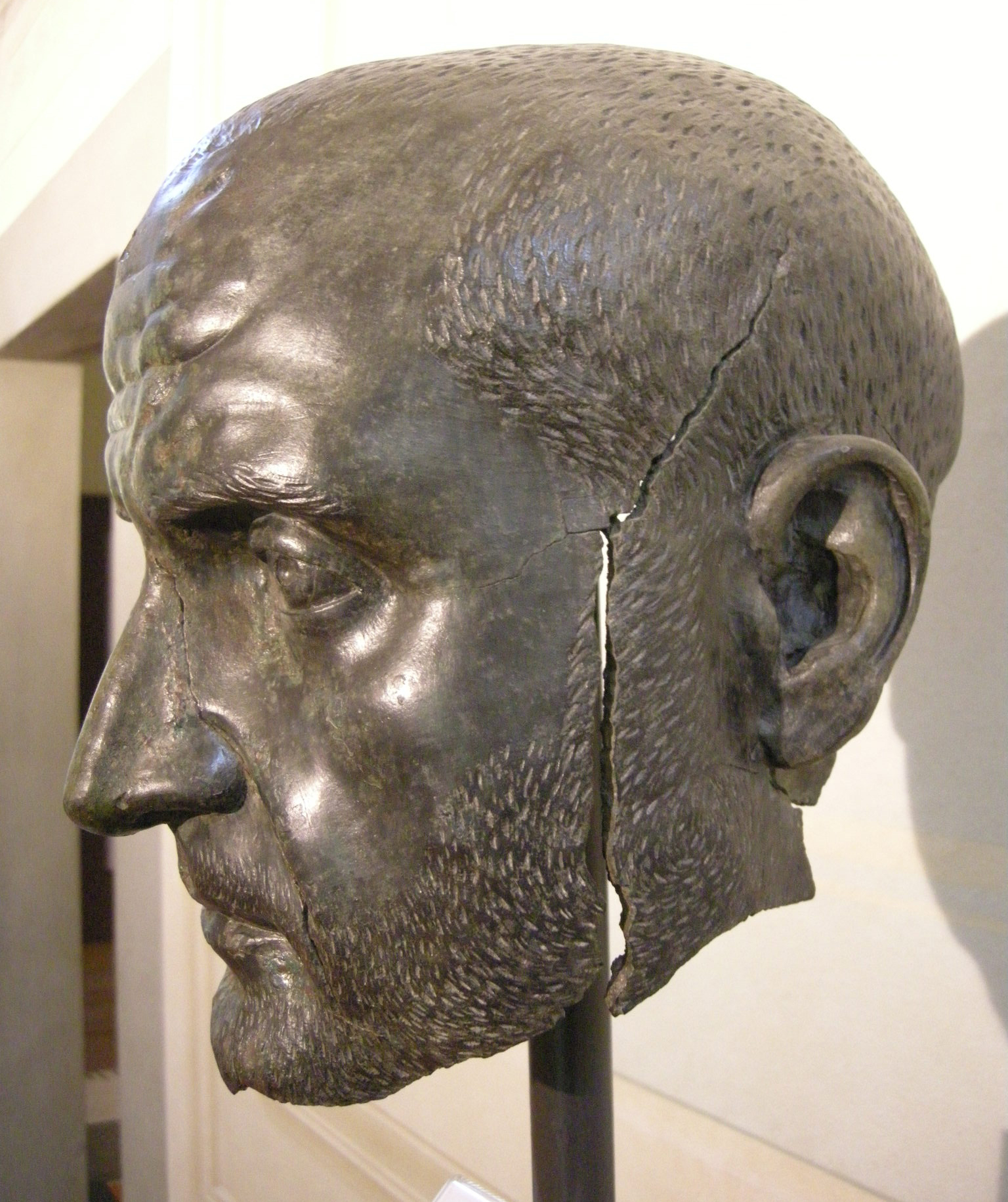
Голова імператора Требоніана Галла, Національний археологічний музей Флоренції
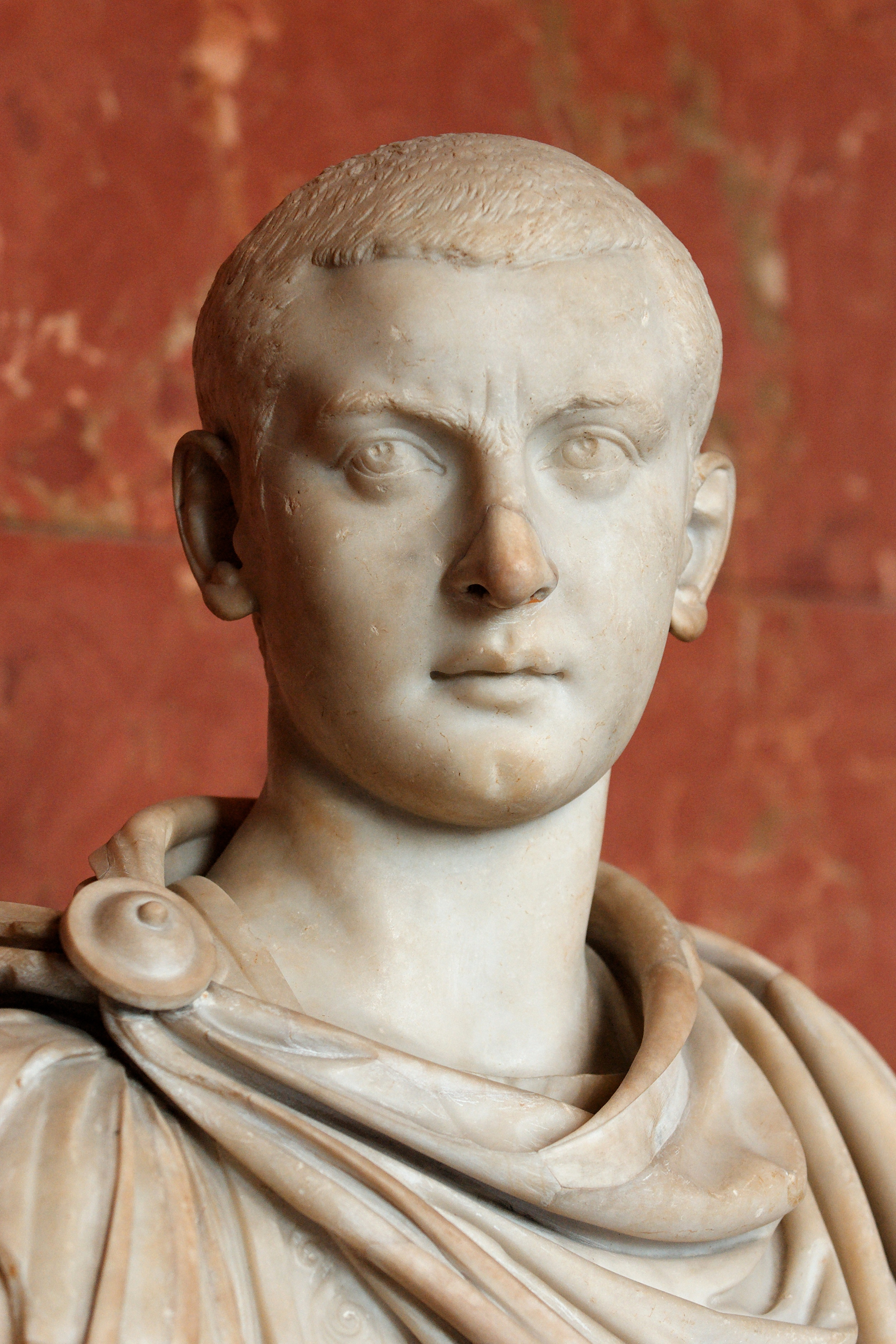
Імператор Гордіан III, Лувр, Париж.
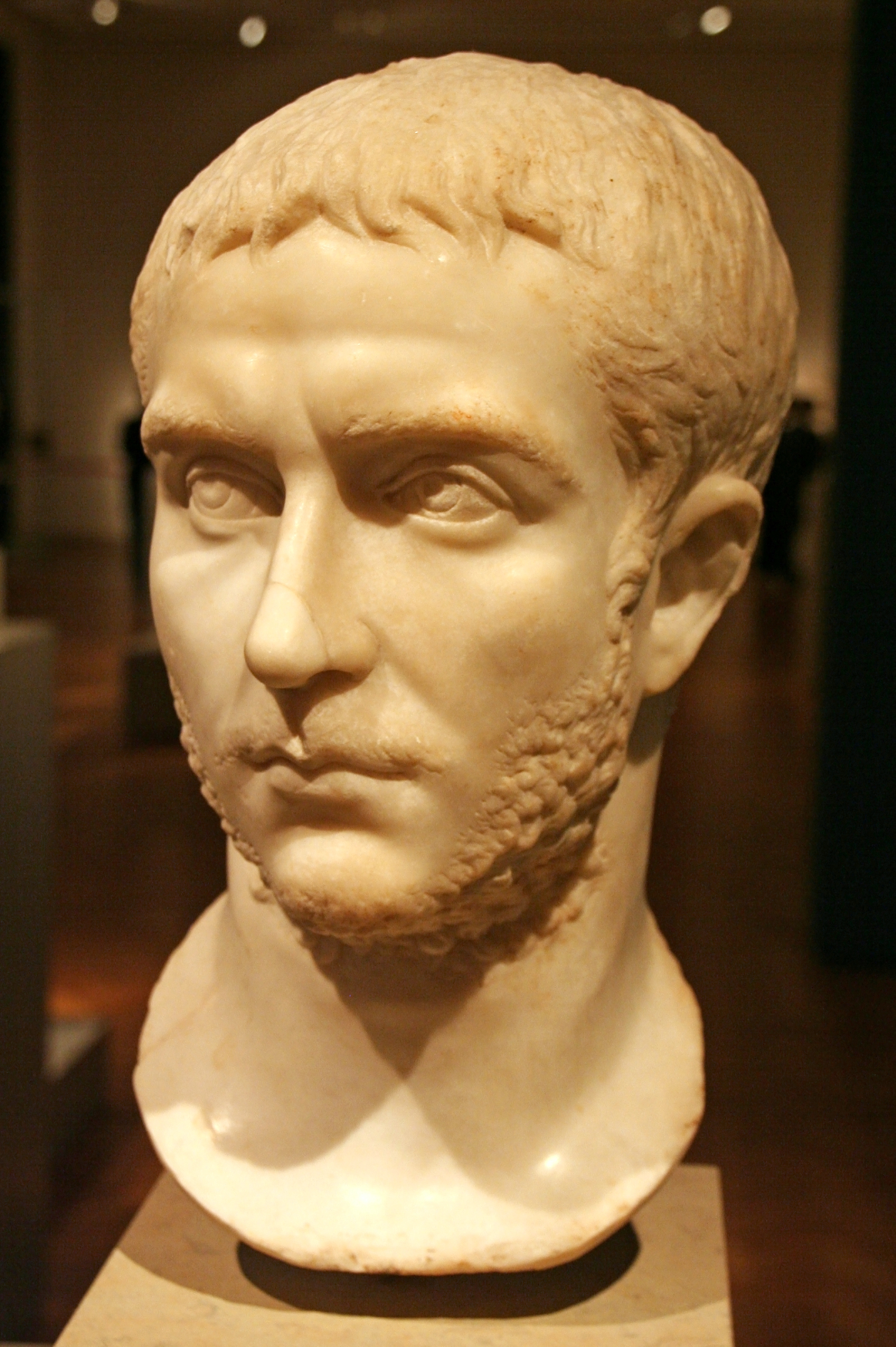
Імператр Галлієн. Старий музей, Берлін.
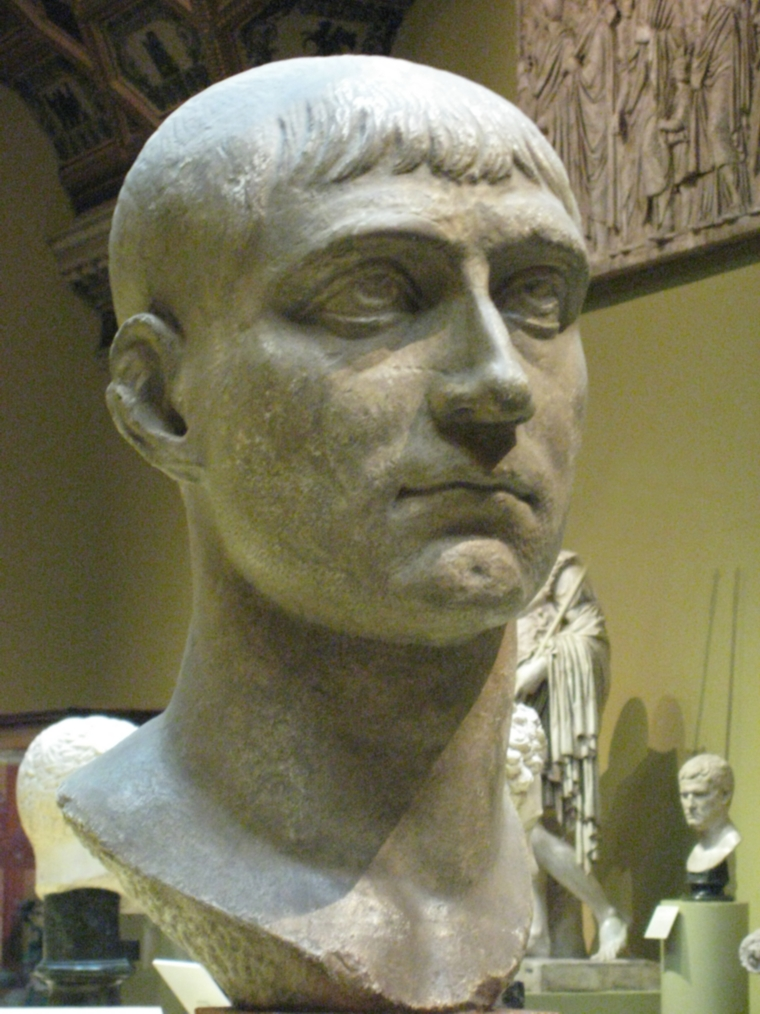
Імператор Максенцій, Дрезден.
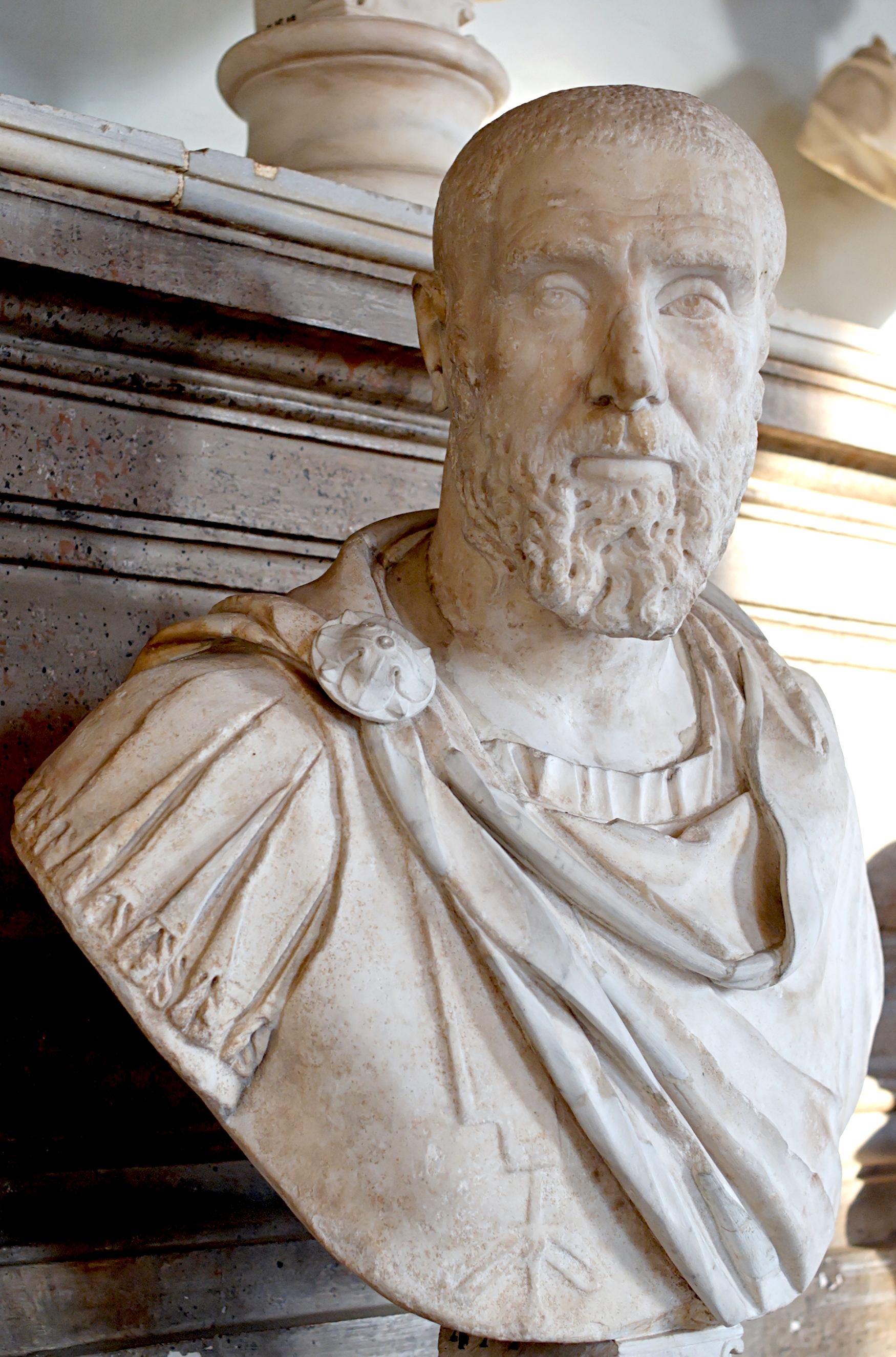
Імператор Пупієн, Капітолійський музеї
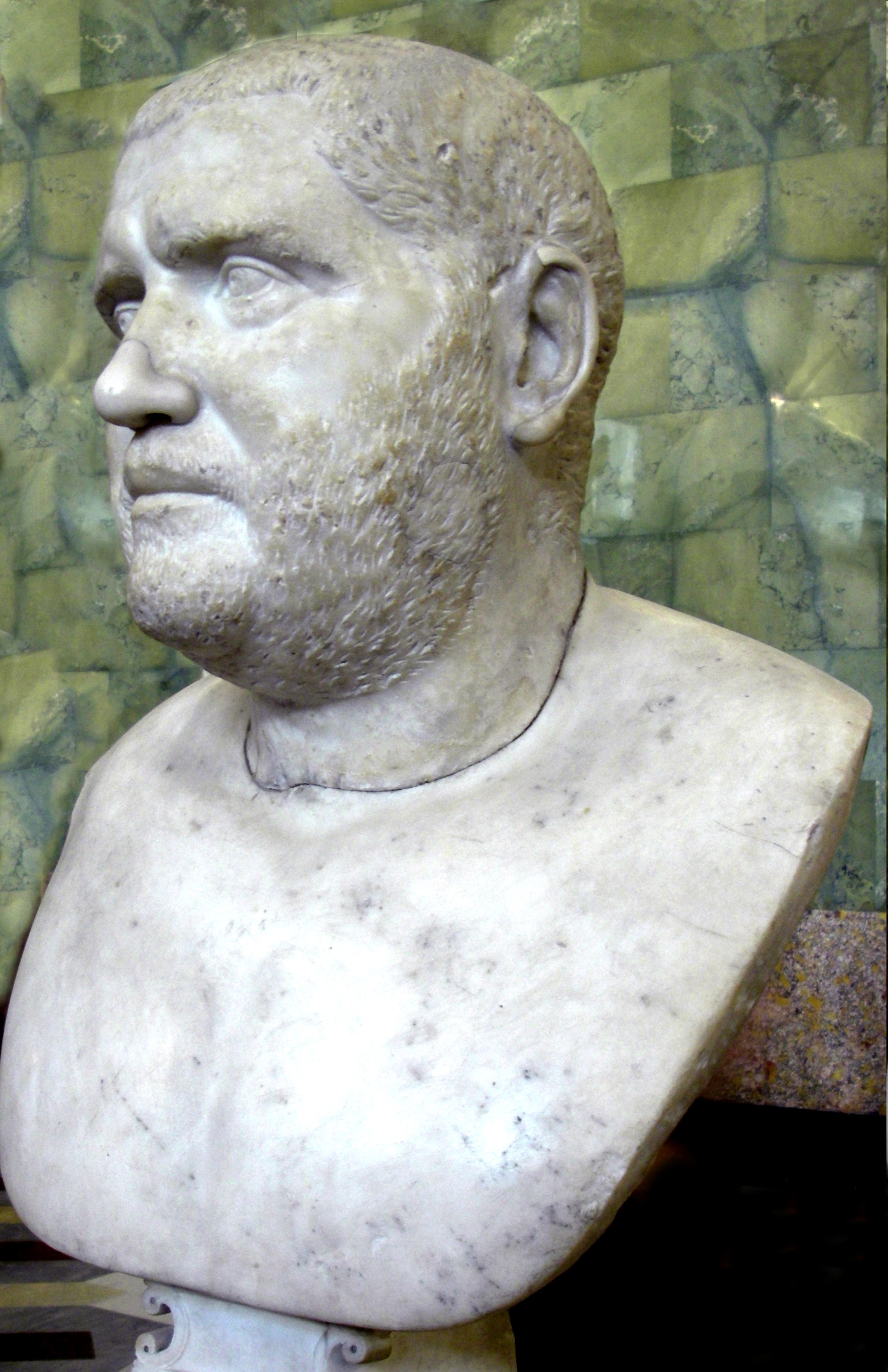
Імператор Бальбін, Ермітаж, Санкт-Петербург.
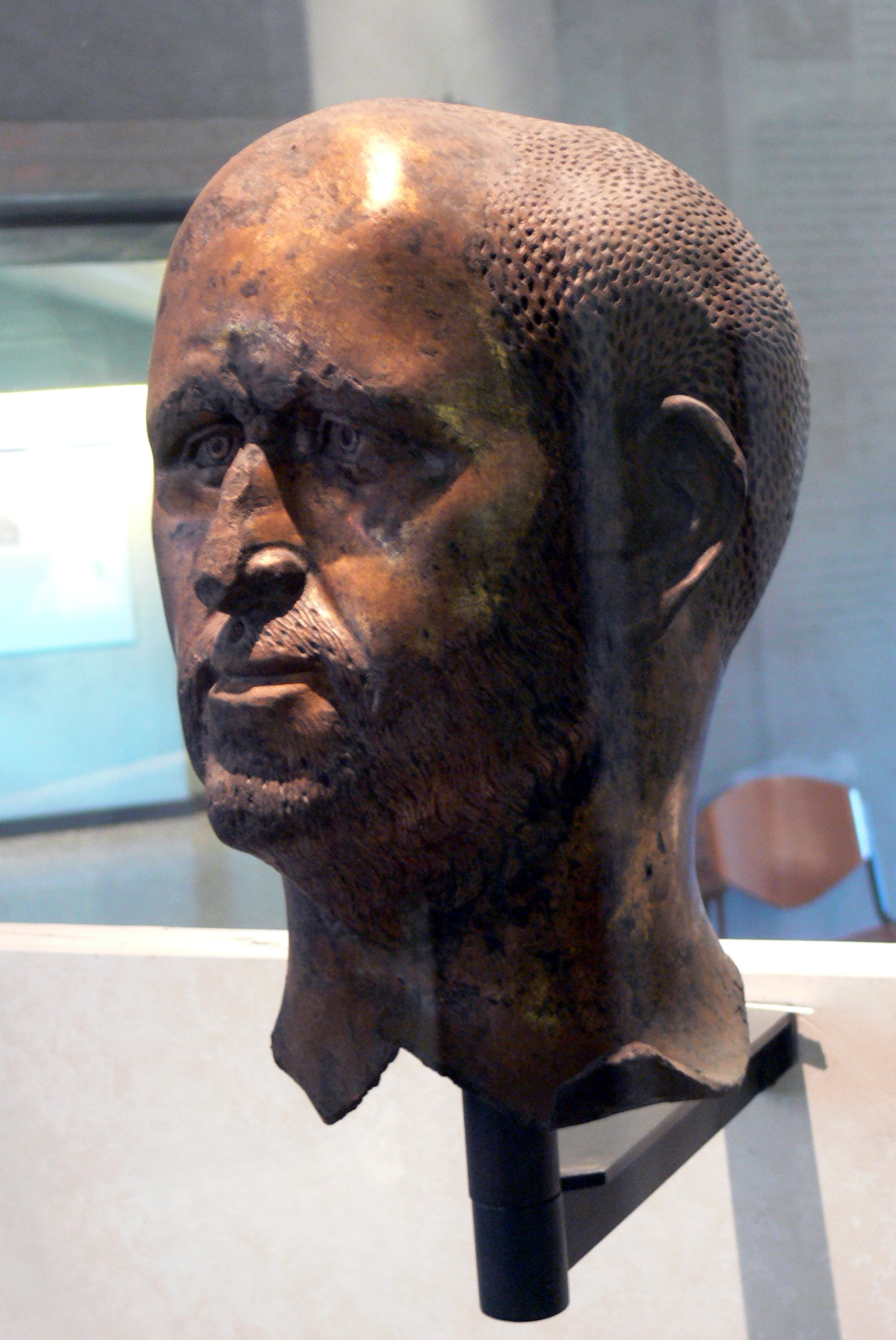
Максимін Фракієць, бронза, Археологічний музей (Аквілея)
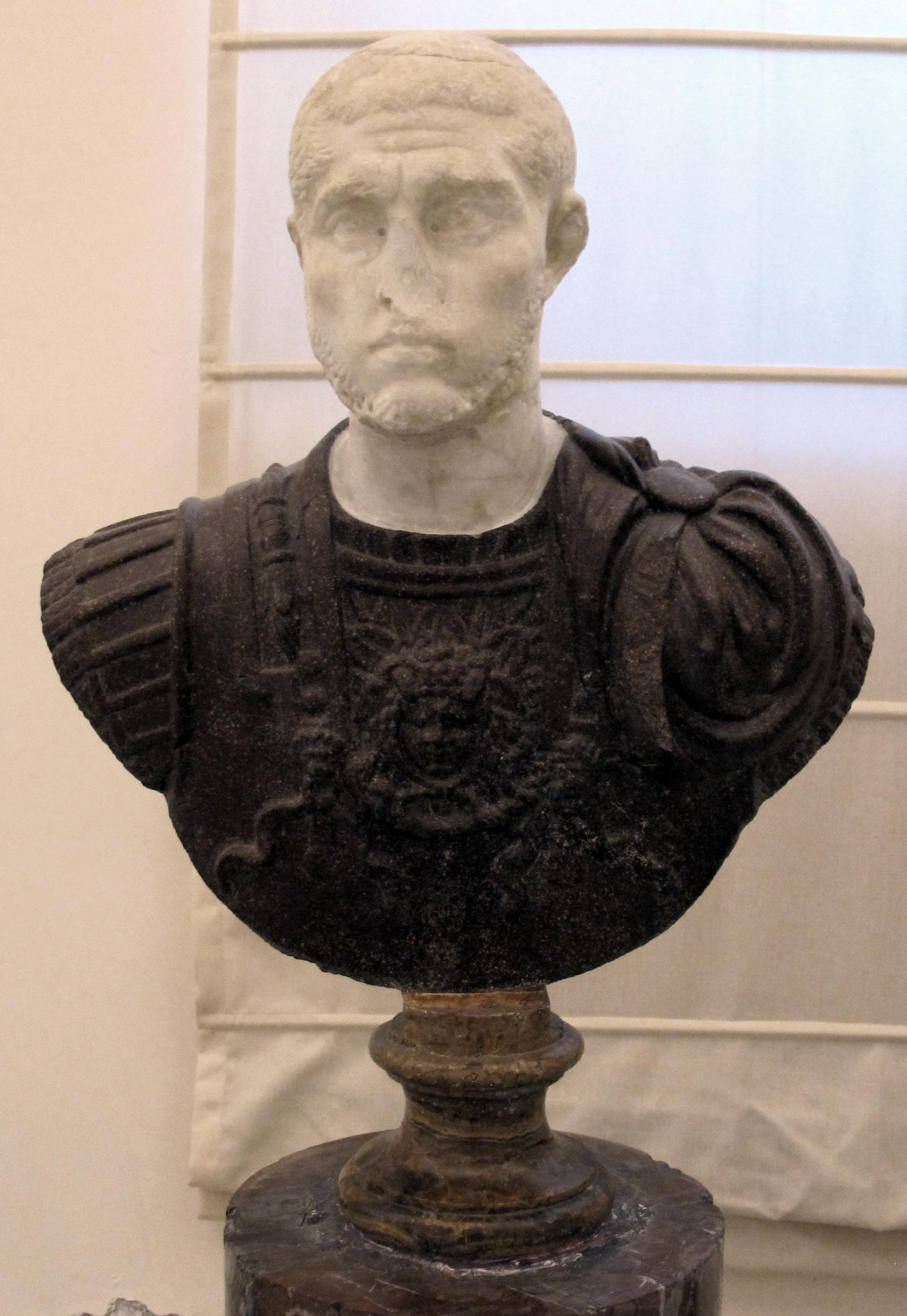
Портрет невідомого кінця III століття. Національний археологічний музей (Неаполь)